# چرخ‌ریسک‌نمایان
چرخ‌ریسک‌نمایان(نام علمی: Parulidae) نام یک تیره از راسته گنجشک‌سانان با بدن دوکی‌شکل و پاهای نسبتاً کوتاه و پرهای قهوه‌ای تیره تا روشن است.